# 1687
1687 (MDCLXXXVII) byl rok, který dle gregoriánského kalendáře započal středou.

## Události
- 4. duben – Jakub II. Stuart vydal Declaration of Indulgence, nařízení, které mělo nastolit svobodu vyznání v Anglii
- 12. srpen – bitva u Nagyharsány (resp. Moháče), vojska rakouských Habsburků porazila Turky
- Sulejman II. vystřídal na osmanském trůně Mehmeda IV.
- na japonském trůně vystřídal císaře Reigena císař Higašijama
- první francouzští protestanti se usazují u mysu Dobré naděje
- útokem benátského dělostřelectva zničen Parthenón

### Probíhající události
- 1652–1689 – Rusko-čchingská válka
- 1683–1699 – Velká turecká válka

## Vědy a umění
- 5. červenec – Isaac Newton vydává své Philosophiae Naturalis Principia Mathematica

## Narození
- 27. ledna – Balthasar Neumann, německý architekt († 19. srpna 1753)
- 4. února – Joseph Effner, německý architekt († 23. února 1745)
- 16. března – Žofie Dorotea Hannoverská, pruská královna († 28. června 1757)
- 4. srpna – Jan Vilém Friso, místodržitel nizozemské provincie Frísko († 14. června 1711)
- 7. září – Durastante Natalucci, italský historik († 1772)
- 12. října – Sylvius Leopold Weiss, německý hudební skladatel a loutnista († 16. října 1750)
- 13. října – Giorgio Massari, benátský architekt († 20. prosince 1766)
- 14. října – Robert Simson, britský matematik († 1. října 1768)
- 5. prosince – Francesco Geminiani, italský hudební skladatel, houslista a teoretik hudby († 17. září 1762)
- 26. prosince – Johann Georg Pisendel, německý houslista a hudební skladatel († 25. listopadu 1755)
- ? – Giuseppe Simone Assemani, libanonský orientalista († 14. ledna 1768)

## Úmrtí
Česko
- 11. listopadu – David Schedlich, česko-německý hudební skladatel 17. století (* 1607)
- ? – Jan Arnolt z Dobroslavína, český knihtiskař (* 1620)

Svět
- 28. ledna – Johannes Hevelius, gdaňský astronom (* 28. ledna 1611)
- 3. února – François de Créquy, maršál Francie (* 1625)
- 16. února – Charles Cotton, anglický básník (* 28. dubna 1630)
- 28. února – Ermeni Süleyman Paša, osmanský velkovezír (* 1607)
- 19. března – René Robert Cavelier de La Salle, francouzský objevitel (* 22. listopadu 1643)
- 22. března – Jean-Baptist Lully, francouzský skladatel (* 28. listopadu 1632)
- 8. července – Johann Franz von Preysing, knížecí biskup z Chiemsee (* 23. února 1615)
- 1. září – Henry More, anglický filozof (* 1614)
- 13. října – Geminiano Montanari, italský astronom (* 1. června 1633)
- 24. říjen – Marie Eufrozýna Falcká, falckraběnka a švédská princezna (* 14. února 1625)
- 14. listopadu – Nell Gwynová, milenka anglického krále Karla II. (* 2. února 1650/51)
- 16. prosince – William Petty, anglický ekonom (* 26. května 1623)
- ? – Dionigi Bussola, italský sochař (* 1615)
- ? – Dong Yue, čínský spisovatel (* 1620)
- ? – Hatice Muazzez Sultan, manželka osmanského sultána Ibrahima I. a matka sultána Ahmeda II. (* 1629)

## Hlavy států
- Anglie – Jakub II. (1685–1688)
- Francie – Ludvík XIV. (1643–1715)
- Habsburská monarchie – Leopold I. (1657–1705)
- Osmanská říše – Mehmed IV. (1648–1687) / Sulejman II. (1687–1691)
- Polsko-litevská unie – Jan III. Sobieski (1674–1696)
- Rusko – Ivan V. (1682–1696) a Petr I. Veliký (1682–1725)
- Španělsko – Karel II. (1665–1700)
- Švédsko – Karel XI. (1660–1697)
- Papež – Inocenc XI. (1676–1689)
- Perská říše – Safí II.